# Lycorina
Lycorina ist eine Gattung von Schlupfwespen, die eine eigene Unterfamilie, die Lycorininae bildet. Sie enthält nur 35 Arten und ist weltweit verbreitet. In Europa gibt es nur eine Art: L. triangulifera.

## Morphologie
Lycorina sind kleine bis mittelgroße (3 bis 7 mm Körperlänge) Schlupfwespen, die meistens deutlich, oft hell, je nach Art unterschiedlich gezeichnet sind. Die europäische Art jedoch ist großteils schwarz mit hellen Beinen und hellen Flecken am Kopf. Morphologisch sind Lycorina-Wespen durch eine besondere Struktur der Tergite I bis IV gekennzeichnet. Diese haben in der Mitte dreieckige, mehr oder weniger glatte Flächen, die von Aufwölbungen begrenzt sind. Der Artname der europäischen Art "triangulifera" nimmt darauf Bezug. Außerdem ist am Metathorax ein nach hinten gerichteter Auswuchs. Im Vorderflügel befindet sich keine zentrale Zelle (Areola).

## Lebensweise
Lycorina sind koinobionte Parasitoide, die sich in Schmetterlingslarven entwickeln. Es wird vermutet, dass sie sich im Darm der Larven, also ektoparasitisch, wenn auch im Wirt entwickeln. Als Wirte sind  verschiedene Kleinschmetterlinge nachgewiesen, in Europa vor allem Tortricidae.

## Systematik
Die Stellung von Lycorina ist nach wie vor unklar. Sie könnten mit den Ophioniformes verwandt sein, oder aber mit den Ctenopelmatinae. Es wird aber auch eine Verwandtschaft mit den Banchinae diskutiert.
Derzeit sind 35 Arten von Lycorina bekannt.